# Aguedo Felipe Alvarado
Aguedo Felipe Alvarado est l'une des dix paroisses civiles de la municipalité d'Iribarren dans l'État de Lara au Venezuela. Sa capitale est Bobare.

## Géographie

### Démographie
Hormis sa capitale Bobare, la paroisse civile comporte un grand nombre de localités, dont :
- Agua Dulce
- Agua Negra
- Alto Carora
- Baragüita
- Bobare
- Cañaote
- Chaco Largo
- Cogollal
- Durigua
- El Alambre
- El Buchal
- El Charcón
- El Copeyal
- El Curarí
- El Mamón
- El Respondón
- El Retén
- El Toro (au sud)
- El Toro (au nord)
- La Mesa
- La Negra
- La Pedrera
- Las Brujitas
- Las Mulas
- Las Planetas
- La Puerta
- Los Cochinos
- Los Gallos
- Los Quemados
- Mapurarí
- Padre Diego
- Páramo Negro
- Potrero Bucare
- Potrero Ramírez
- Requén
- Simara
- Tierra Negra
- Usera
- Uvedal